# Live archive one
Live archive one is een livealbum (dat wil zeggen live in de geluidsstudio) van Tim Bowness en zijn begeleidingsband Samuel Smiles.
Het album was een voorloper van wat later bekend zou worden als "cd on demand" (cd op bestelling). Bowness had samen met Peter Chilvers daartoe hun eigen platenlabel Burning Shed opgericht. De cd bevat opnamen uit 1991 tot 1999:
- tracks 1-12 zijn opgenomen in de Amazon Studios in Liverpool in juli 1991
- tracks 13, 14 zijn opgenomen in de geluidsstudio van David Kosten, april 1996
- track 15 is opgenomen in een Ski Lodge in Cambridge, december 1999.

## Musici
- Tim Bowness – zang
- Mike Bearpark – gitaar
- Maz de Chastelaine – cello op Catching in the rain
- Peter Chilvers – piano, effecten Also out of air

## Muziek
| Nr. | Titel                                                                             | Duur |
| --- | --------------------------------------------------------------------------------- | ---- |
| 1.  | When I said I loved you (Bearpark, Bowness)                                       | 4:05 |
| 2.  | Overland (Bearpark, Bowness, Chilvers, Fernyhough, Wild)                          | 3:33 |
| 3.  | Life is elsewhere (Bowness, Hulse)                                                | 3:13 |
| 4.  | You pray the sky (Bearpark, Bowness)                                              | 3:00 |
| 5.  | Life with the independent whore (Bearpark, Bowness, Chilvers)                     | 2:16 |
| 6.  | Stay strong (Bowness, Chilvers)                                                   | 3;31 |
| 7.  | This must be the place (David Byrne, Chris Frantz, Tina Weymouth, Jerry Harrison) | 3:57 |
| 8.  | Ancient walls (Bowness, Hulse)                                                    | 2:34 |
| 9.  | Flame (Bearpark, Bowness)                                                         | 2:45 |
| 10. | Walker (Bearpark, Bowness)                                                        | 3:59 |
| 11. | A scare in bedtime (Bowness)                                                      | 2:20 |
| 12. | Home (David Byrne, Chris Frantz, Tina Weymouth, Jerry Harrison)                   | 2:13 |
| 13. | As tears go by (Mick Jagger, Keith Richards)                                      | 2:15 |
| 14. | Catching the rain (Bowness, Chilvers)                                             | 2:48 |
| 15. | Also out of air (Bowness)                                                         | 2:26 |

1. ↑  Zij vormden destijds de band Talking Heads